# Mulldusen
Mulldusen är ett naturreservat i Torsby kommun i Värmlands län.
Området är naturskyddat sedan 2016 och är 49 hektar stort. Reservatet omfattar sydsluttningar som bitvis är brant. Reservatet består av hällmarkstallskog, barrskog och blandskog. 